# Аврамов, Влада
Вла́да Авра́мов (серб. Влада Аврамов; род. 5 апреля 1979, Нови-Сад, Югославия) — сербский футболист, вратарь.

## Биография

### Клубная карьера
Начал карьеру в клубе «Войводина» (Нови-Сад), с которым дебютировал в девятнадцать лет в сербской лиге в 1999 году, сыграл 16 матчей. В 2000 году привлёк внимание многих европейских клубов своей игрой в воротах.
Летом 2001 года его купила итальянская «Виченца», дебют в Серии B состоялся в матче с «Кальяри». За пять лет, проведённых в «Виченце», сыграл 86 матчей. В сезоне 2005/06 выступал в аренде в «Пескаре».
В июне 2006 года перешёл в «Фиорентину», с которой заключил контракт сроком на четыре года. Но из-за конкуренции со стороны более опытных вратарей Себастьяна Фрея и Богдана Лобонца он был отдан в аренду в «Тревизо», где стал основным вратарём и сыграл 38 матчей. Вернувшись во Флоренцию летом 2007 года, стал вторым вратарём команды, дебютировал в серии А 17 февраля 2008 года в матче «Фиорентина» — «Катания» 2:1.
19 июля 2011 года клуб «Кальяри» выкупил у «Фиорентины» все права на игрока. На протяжении двух сезонов Аврамов был дублёром основного вратаря Микаэля Агацци, но в сезоне 2013/2014 играл регулярно, проведя 23 матча в Серии A.
19 июля 2014 года Аврамов перешёл в «Торино», однако, не сыграв ни одного матча за команду, уже 1 сентября того же года был отдан в годичную аренду «Аталанте». В «Аталанте» он был запасным вратарём и сыграл лишь в трёх матчах за весь сезон. Летом 2015 года Аврамов получил статус свободного агента.
2 сентября 2015 года Аврамов подписал контракт с японским клубом «Токио». Он провёл в команде четыре месяца, за которые сыграл 8 матчей в чемпионате Японии, 27 декабря 2015 года по истечении срока действия контракта покинул Японию.

### Международная карьера
В национальную сборную Сербии Аврамова начали приглашать в 2006 году. Во время отборочного турнира к чемпионату Европы 2008 года он был резервным вратарём команды. Его дебют в сборной состоялся 21 ноября 2007 года в матче со сборной Польши. Аврамов провёл на поле весь матч, который завершился со счётом 2:2. 24 ноября 2007 года он сыграл свой второй и последний матч за сборную, в нём сербская команда обыграла сборную Казахстана со счётом 1:0.